# Casa de Harry F. Sinclair
La Casa de Harry F. Sinclair, también llamada Casa de Isaac D. Fletcher, es una mansión en la esquina sureste de Calle 79 y la Quinta Avenida en el Upper East Side de Manhattan en el estado de Nueva York (Estados Unidos). Fue construida en los últimos tres años del siglo XIX. Durante la primera mitad del siglo XX, fue la residencia de los magnates Isaac D. Fletcher y Harry F. Sinclair, y luego de los descendientes de Peter Stuyvesant, el último gobernador de Nueva Holanda. En 1955, se convirtió en la sede del Instituto Ucraniano Americano, que la restauró. Se agregó al Registro Nacional de Lugares Históricos y fue nombrada Monumento Histórico Nacional en 1978.
Fue diseñada en estilo château por C. P. H. Gilbert y construida por el capataz Harvey Murdock. Conserva en gran parte su diseño original, a excepción de una casa de tanques en el techo. Gilbert y Murdock construyeron la mayor parte de la mansión con ladrillo, que luego fue revestido con sillar de piedra caliza. La fachada norte de la calle 79, que contiene la entrada principal, se caracteriza por múltiples ventanas en huecos cuadrados o arcos semielípticos y góticos. La fachada occidental de la Quinta Avenida es simétrica y está dominada por un pabellón curvo y saliente. Tiene 27 habitaciones en seis pisos y una superficie de 1900 m².

## Historia

### Residencia privada
Isaac D. Fletcher, industrial y coleccionista de arte, había contratado al arquitecto C. P. H. Gilbert para diseñar la Casa Sinclair a fines de 1897. La casa fue construida en la "cuadra Cook" entre la Quinta Avenida, la Avenida Madison y las calles 78 y 79. El bloque había recibido el sobrenombre de Henry H. Cook, que era dueño de todo el bloque y solo vendía lotes con la condición de que se utilizaran como vivienda privada a perpetuidad. La construcción la hizo el albañil Harvey Murdock y se completó en 1899 a un costo total de 200 000 dólares (unos 5 760 741 dólares de 2020). La Casa Fletcher, como se la conocía originalmente, era una de varias residencias ornamentadas en el lado sur de la calle 79, que no había sido desarrollada hasta finales del siglo XIX. Satisfecho con el diseño, Fletcher encargó una pintura de su residencia a Jean-François Raffaëlli.
Fletcher murió en la casa en 1917. Legó la propiedad y su colección de arte al Museo Metropolitano de Arte. El Met vendió la casa el año siguiente al magnate petrolero Harry F. Sinclair, quien había fundado Sinclair Oil en 1916 y recientemente trasladó su sede a Nueva York desde Oklahoma. En el momento de la venta, la casa fue descrita en el Registro y Guía de Bienes Raíces como "una de las mejores de la avenida". Sinclair residió en la casa durante su participación en el escándalo Teapot Dome de 1922, que resultó en su condens a seis meses de prisión por desacato al tribunal.
Sinclair les vendió la casa en 1930 a Augustus Jr. y Anne van Horne Stuyvesant, los últimos descendientes directos de Peter Stuyvesant, el último gobernador holandés de Nueva Holanda. Un tragaluz sobre la escalera en el medio de la casa se cubrió a fines de la década de 1940. Los hermanos vivieron tranquilamente en la mansión y murieron dentro de sus muros; Anne murió allí en 1938, al igual que Augustus Jr. en 1953. En sus últimos años, Augustus Jr., su mayordomo y su lacayo eran los únicos ocupantes de la casa.

### Instituto Ucraniano

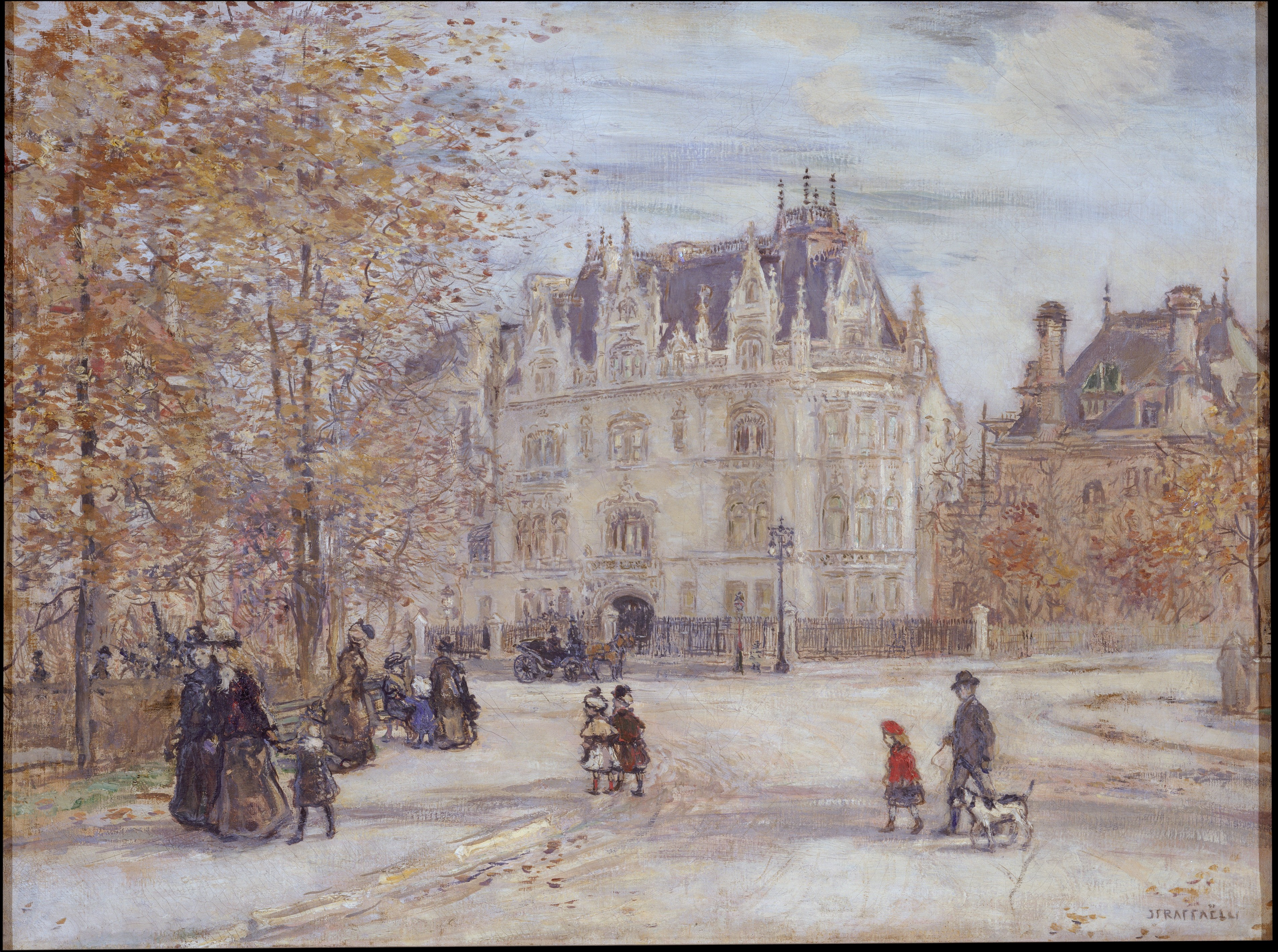
1899 pintura de la Casa Sinclair por Jean-François Raffaëlli

Los albaceas de la propiedad de Stuyvesant vendieron la Casa Sinclair en 1954 a un grupo de inversores. Los inversores lo vendieron en 1955 al Instituto Ucraniano de América (UIA), una organización sin fines de lucro fundada por el empresario ucraniano William Dzus en 1948 para promover la cultura ucraniana. La compra de la Casa Sinclair por parte de la UIA le dio a la estructura un "respiro temporal" de la demolición, como lo describe Newsday; En ese momento, se estaban demoliendo varias otras mansiones en la Quinta Avenida. La hipoteca del edificio se pagó en 1962.
En 1977, la Comisión de Preservación de Monumentos Históricos de la Ciudad de Nueva York designó la casa como parte del Distrito Histórico del Museo Metropolitano, una colección de mansiones del siglo XIX y principios del XX alrededor de la Quinta Avenida entre las calles 78 y 86. Ese junio, la Asociación Estadounidense de Historia Estatal y Local presentó el papeleo al Servicio de Parques Nacionales para nominar a la Casa Sinclair para el Registro Nacional de Lugares Históricos. Al año siguiente, el 2 de junio de 1978, se agregó al Registro Nacional de Lugares Históricos.
La UIA comenzó los trabajos de reparación en el techo de la Casa Sinclair a fines de 1996 a un costo estimado de 250 000 (unos 412 529 dólares de 2020). En una entrevista con The New York Times ese año, un miembro de la junta describió este trabajo como "solo una curita", ya que el edificio estaba en mal estado. En ese momento, la UIA estaba gastando un estimado de 150 000 dólares (unos 247 518 dólares de 2020) anualmente en mantenimiento. Durante la renovación, se reemplazó una cuarta parte de las baldosas de pizarra y se reemplazaron algunos sistemas de drenaje alrededor de las buhardillas. En noviembre de 2003, el gobierno de Estados Unidos le prestó 270 000 dólares (unos 379 846 dólares de 2020) a la UIA a través de la iniciativa Save America's Treasures para cubrir los costos de modernización del cableado eléctrico y la plomería del edificio. La Oficina de Parques, Recreación y Preservación Histórica del gobierno estatal otorgó a la UIA otros 70 000 dólares (unos 95 911 dólares de 2020) para su restauración en junio de 2004. Debido a que las subvenciones eran "subvenciones de fondos de contrapartida", se requirió que la UIA recaudara 340 000 dólares (unos 465 853 dólares de 2020) por sí solo antes de aceptarlos. Para julio de 2009, la UIA había completado mejoras en el cableado eléctrico, instalado un sistema de seguridad, reemplazado ventanas y restaurado elementos de diseño. También se restauró el tragaluz sobre la escalera central.

## Arquitectura

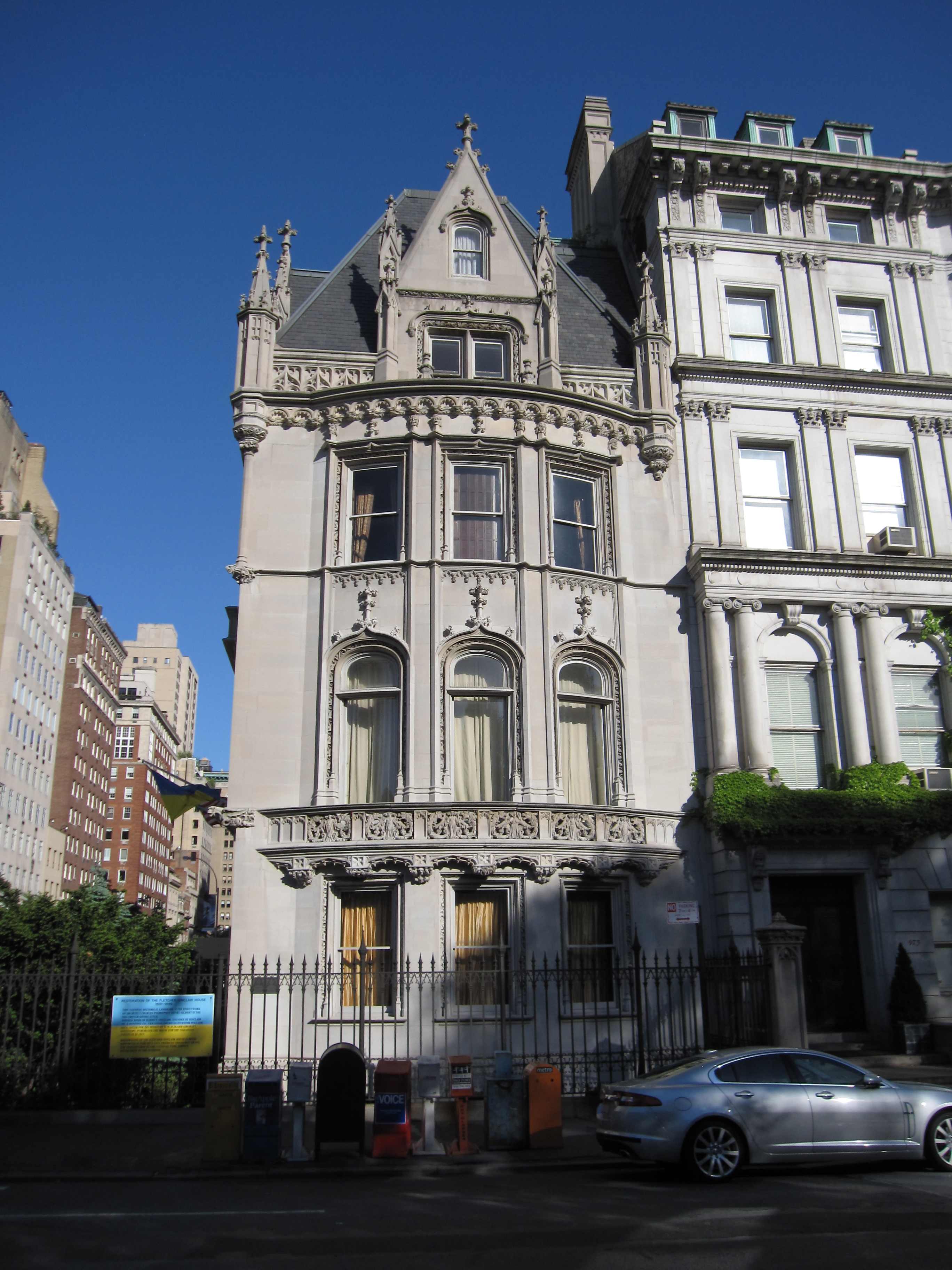
La fachada oeste de la Casa Sinclair; la casa de Payne Whitney está en el extremo derecho

La Casa Sinclair se encuentra en un lote en 2 la calle 79 , en la esquina de las calle 79 y la Quinta Avenida, que mide 30 m por 9,8 m. Las dimensiones del edificio en sí son 29 m, a lo largo de la calle 79, y 9,1 m en la Quinta Avenida. Tiene una altura de unos 22 m. La Casa Sinclair linda con la Casa James B. Duke y la Casa Payne Whitney inmediatamente al sur. El edificio está rodeado por un césped, hundido en el suelo, que está encerrado a su vez por una valla de hierro forjado, roto solo por una escalera y una balaustrada que se acerca a la entrada principal, en el lado norte.
La mansión fue diseñada y construida en estilo château, el estilo característico de su arquitecto, CPH Gilbert, que ya había construido varias mansiones a lo largo de la Quinta Avenida. Un pequeño número de mansiones, como la de Frank W. Woolworth en la Quinta Avenida y la Calle 80, también tenían fachadas estrechas a lo largo de la Quinta Avenida. El capataz, Harvey Murdock, también fue prolífico tanto en la construcción de residencias privadas en Manhattan como en Brooklyn, y había trabajado con Gilbert varias veces antes de la Casa Sinclair. Las únicas adiciones al edificio desde su construcción. - una casa de tanques en el techo y sus soportes de hormigón - fueron hechos por Gilbert en la década de 1920.

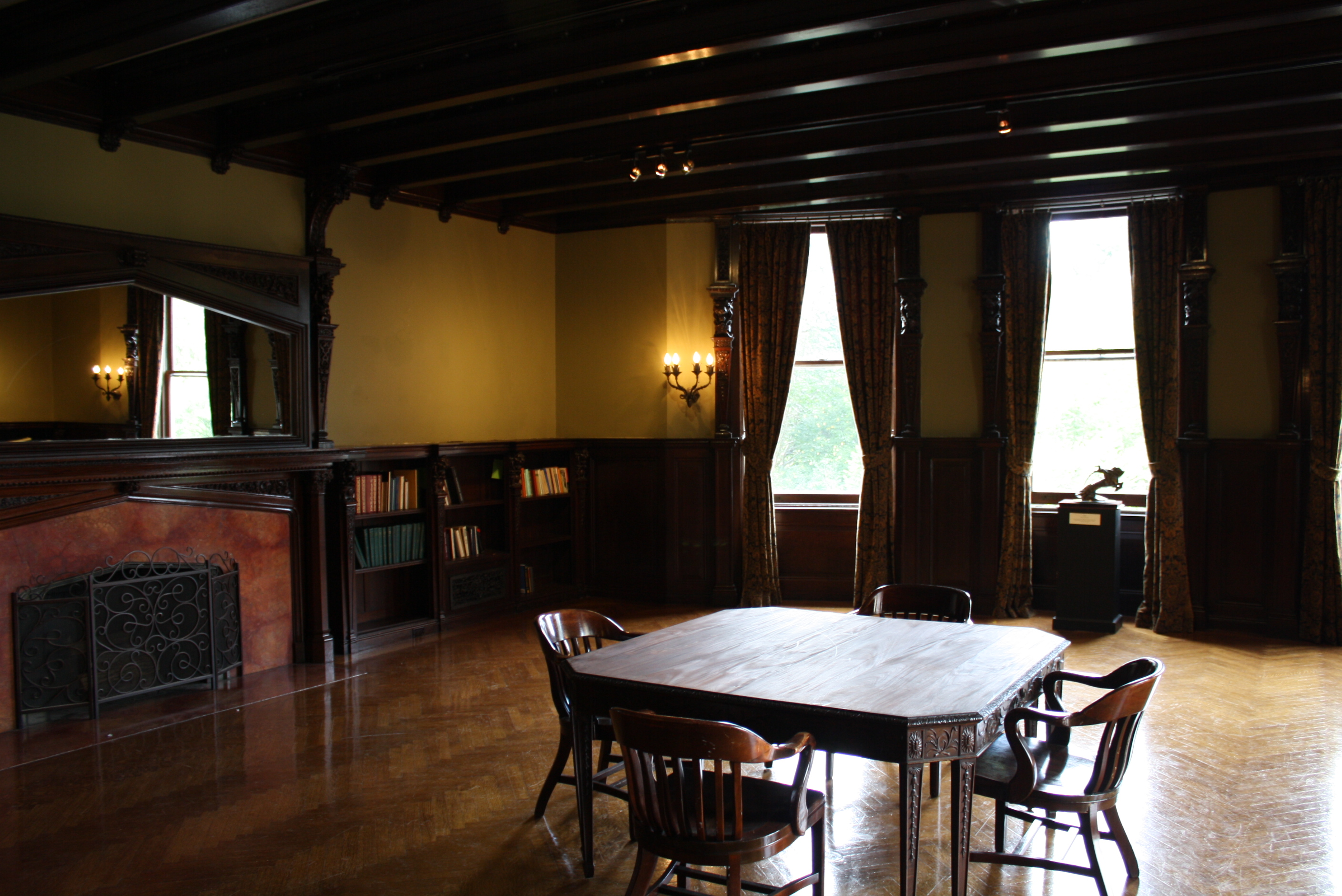
Comedor, en el segundo piso.

Gilbert y Murdock construyeron la mayor parte de la mansión con ladrillo, que luego fue revestido con sillar de piedra caliza. La fachada norte se caracteriza por múltiples ventanas, alojadas en huecos cuadrados o en arcos semielípticos y totalmente góticos, y adornadas de diversas formas con columnatas, molduras de goteo, arcos conopiales y relieves foliados alrededor del vidrio. La entrada principal es un frontispicio, un elemento básico de las casas de estilo neorrenacentista francés, ubicado justo a la izquierda del centro de la fachada. Está compuesto por un portal que contiene seis puertas de hierro forjado y vidrio, todas de estilo neogótico. En la parte superior del portal hay un balcón, frente a una ventana del segundo piso en un hueco rectangular adornado con crochets colgantes. Las balaustradas que flanquean la entrada y el balcón superior están decoradas con imágenes esculpidas de caballitos de mar. En la parte superior de la fachada hay buhardillas de pared, rematadas con pináculos, sobre una cornisa que enmarca un techo abuhardillado con tejas de pizarra. En cada esquina de la cornisa hay pequeñas torrecillas adornadas con croquetas y remates. A la izquierda de la entrada hay una ventana mirador de tres lados que se eleva desde el sótano hasta el tercer piso, y a la izquierda hay un invernadero de cobre en un hueco de la esquina. La fachada occidental es simétrica y está dominada por un pabellón curvo y saliente, que se eleva desde el sótano hasta la cornisa. Cada piso del proyecto tiene tres ventanas, que nuevamente mezclan marcos cuadrados y arcos elípticos. Los marcapianos recorren toda la fachada, separando los pisos y terminando en las esquinas con cabezas de gárgolas esculpidas.
El interior de la Casa Sinclair comprende 27 habitaciones en seis pisos, para una superficie total de 1900 m². Los primeros tres pisos conservan su apariencia original, pero están desprovistos de su mobiliario. El primer piso está ocupado por un vestíbulo de recepción que separa el acceso principal de la escalera principal, sobre cuyas balaustradas de madera tallada regresa el motivo del caballito de mar, en el muro sur. También en el primer piso hay una cocina, una escalera más pequeña y cerrada y una despensa. El segundo piso está delimitado en un salón de baile y un comedor, mientras que el tercero tiene una biblioteca, un dormitorio principal y un vestidor. El cuarto piso, anteriormente ocupado por dormitorios, ahora es espacio de exhibición, pero todavía contiene dos bañeras de mármol originales. Los dos pisos superiores, dentro del techo abuhardillado, se han transformado de cuartos de servicio en espacio de oficinas para el personal de la UIA.

## Recepción de la crítica
Un artículo de 1899 en Real Estate Record and Guide generalmente elogió la composición de la Casa Sinclair, pero señaló que tenía una apariencia más bien eclesiástica y no se parecía mucho a otras mansiones de Nueva York contemporáneas. Un escritor anónimo de la misma revista caracterizó la casa dos años más tarde como parte de "los dos bloques mejor desarrollados en la parte superior de la Quinta Avenida", es decir, entre las calles 77 y 79. John Strausbaugh, que escribió para The New York Times en 2007, describió la Casa Sinclair como un "palacio de cuento de hadas". La Guía de Nueva York de la AIA de 2010 caracterizó la casa como "un castillo gótico francés en miniatura encajado en el contexto urbano". El historiador de arquitectura Andrew Dolkart dijo sobre la Casa Sinclair en 2020: "El castillo de la esquina, por ejemplo, encaja y se destaca". Elogió los "detalles caprichosos", incluido lo que describió como "el pez dragón tallado en las rejas y esas figuras con sombreros divertidos que sostienen las ventanas".

## Otras lecturas
- Kathrens, Michael C. (2005). Great Houses of New York, 1880–1930. New York: Acanthus Press. p. 91. ISBN 978-0-926494-34-3.